# Bataille de Los Arrastraderos
Guerre d'indépendance du Mexique
La Bataille de Los Arrastraderos (ou los Arrastres) est une action militaire de la guerre d'indépendance du Mexique qui eut lieu le 28 juin 1817, en un endroit connu sous le nom de Los Arrastraderos dans la ville actuelle de San Juan de los Llanos, État de Guanajuato. Les insurgés commandés par le général Francisco Javier Mina y défirent les forces royalistes sous les ordres du colonel Cristóbal Ordóñez qui mourut au cours des combats.

## Source
- Zárate, Julio (1880),«La Guerra de Independencia», de Vicente Riva Palacio, México a través de los siglos, volume 3, México: Ballescá y compañía.